# Gurzil

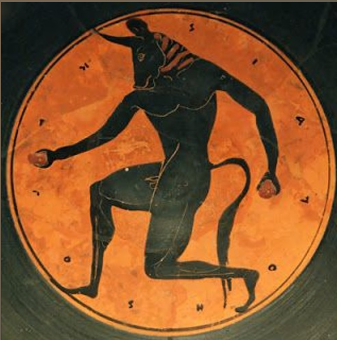
Un'antica rappresentazione di Gurzil

Gurzil o Agurzil, nella mitologia degli antichi Berberi, era una divinità della guerra. Mentre nella mitologia fenicia era il dio dei combattimenti e della sete di sangue e protettore dei gladiatori.
Nella religione berbera, Gurzil assumeva le sembianze di un toro, che la tribù nomade dei Laguatani "liberava" in battaglia; in tal modo, la divinità veniva associata alla guerra. Venne poi identificato come figlio di Amon.
Nel sesto secolo d.C., Corippo scrisse che Ierna, capo della tribù berbera dei Laguatani, nonché alto sacerdote di Gurzil, portò proprio il suo dio in battaglia contro i Bizantini. Dopo che i Berberi furono sconfitti, Ierna fuggì portando con sé la "sacra immagine" di Gurzil, ma venne catturato e ucciso, e la reliquia distrutta. Un tempio tra le rovine dell'antica città romana di Gerisa in Libia potrebbe essere stato dedicato proprio a Gurzil, e il nome della città stessa potrebbe essere collegato al suo nome.